# Challenger de Rome 2022
El torneo Georgia's Rome Challenger 2022  fue un torneo de tenis perteneció al ATP Challenger Tour 2022 en la categoría Challenger 80. Se trató de la 1.ª edición, el torneo tuvo lugar en la ciudad de Rome (Estados Unidos), desde el 11 de julio hasta el 17 de julio de 2022 sobre pista dura bajo techo.

## Jugadores participantes del cuadro de individuales
| Favorito | País                      | Jugador             | Rank1 | Posición en el torneo |
| -------- | ------------------------- | ------------------- | ----- | --------------------- |
| 1        | Bandera de Japón          | Yoshihito Nishioka  | 101   | Cuartos de final      |
| 2        | Bandera de Estados Unidos | Jeffrey John Wolf   | 116   | Cuartos de final      |
| 3        | Bandera de Ecuador        | Emilio Gómez        | 151   | Primera ronda         |
| 4        | Bandera de Argentina      | Juan Pablo Ficovich | 163   | Semifinales           |
| 5        | Bandera de Croacia        | Borna Gojo          | 174   | Primera ronda         |
| 6        | Bandera de Estados Unidos | Michael Mmoh        | 177   | Primera ronda         |
| 7        | Bandera de Estados Unidos | Bjorn Fratangelo    | 196   | Cuartos de final      |
| 8        | Bandera de Francia        | Mathias Bourgue     | 206   | Primera ronda, retiro |

- 1 Se ha tomado en cuenta el ranking del 27 de junio de 2022.

### Otros participantes
Los siguientes jugadores recibieron una invitación (wild card), por lo tanto ingresan directamente al cuadro principal (WC):
- Michael Mmoh
- Sam Riffice
- Maxime Janvier

Los siguientes jugadores ingresan al cuadro principal tras disputar el cuadro clasificatorio (Q):
- Strong Kirchheimer
- Patrick Kypson
- Michail Pervolarakis
- Shang Juncheng
- Ben Shelton
- Donald Young

## Campeones

### Individual Masculino
- Wu Yibing derrotó en la final a  Ben Shelton, 7–5, 6–3

### Dobles Masculino
- Enzo Couacaud /  Andrew Harris derrotaron en la final a  Ruben Gonzales /  Reese Stalder, 6–4, 6–2